# 关塔那摩省
关塔那摩省（西班牙語：Provincia de Guantánamo）是古巴十五个省份中最东的一个。其省会是关塔那摩。关塔那摩省与关塔那摩湾的美国海军基地接壤。
关塔那摩的建筑与文化和古巴其他地方有所不同。该省距离海地最近仅为80公里(千米)，中间相隔向风海峡。如果天气晴朗的话，在夜里甚至可以观察到海地的灯光。关塔那摩还有很多来自的牙买加移民者，所以一些建筑与美国路易斯安那州新奥尔良的法國區相似。
Nipe-Sagua-Baracoa山脉对于该省的气候有很大的影响。北部海岸是全国最为潮湿的地区，而南部海岸则最为炎热。

## 行政市区
1. 巴拉科阿
2. 凱馬內拉
3. 薩爾瓦多
4. 關達那摩
5. 伊米亞斯
6. 邁西
7. 曼努埃爾塔梅斯
8. 尼塞托佩雷斯
9. 南聖安東尼奧
10. 亞特拉斯